# That's the Way It Is (canción)
«That's the Way It Is» es el sencillo principal del álbum de grandes éxitos de Céline Dion All the Way... A Decade of Song, lanzado el 1 de noviembre de 1999. Alcanzó los primeros diez puestos en varios países, como Austria, Bélgica, Canadá, Finlandia, Francia, Alemania, Grecia, Hungría, Italia, los Países Bajos, Nueva Zelanda, Suecia, Suiza y los Estados Unidos. Billboard la incluyó entre las mejores canciones de 1999.

## Producción y lanzamiento
Fue escrita y producida por los productores suecos Andreas Carlsson, Max Martin y Kristian Lundin, quienes habían compuesto una serie de éxitos para artistas como NSYNC, Backstreet Boys y Britney Spears.

## Composición
«That's the Way It Is» comienza en la tonalidad de mi mayor (E mayor) con un tempo moderado de 93 pulsaciones por minuto. A lo largo de los versos, la progresión de acordes sigue el patrón de C♯m–A–B, y la voz de Dion abarca desde B3 hasta E5.
La canción incluye un puente, tras el cual se repite el estribillo, pero en la tonalidad de la mayor (A mayor).

## Actuaciones en vivo
Dion la cantó en vivo con *NSYNC como coristas durante su especial de CBS en 1999. También interpretó «That's the Way It Is» en Top of the Pops el 12 de noviembre, en los Billboard Music Awards de 1999, los Premios Bambi el 11 de diciembre, en The Rosie O'Donnell Show el 13 de diciembre, en The Today Show el 31 de diciembre, y en la gira Let's Talk About Love como la canción de cierre.
Cuando Dion regresó a la escena musical tras dos años de descanso en 2002, interpretó la canción en su gira promocional del álbum A New Day Has Come, incluyéndola nuevamente en The Today Show, The Early Show, y en el concierto por el Día Mundial del Niño.
En 2015, por primera vez en 13 años, Dion añadió una versión acústica de la canción, y más tarde la versión completa, en su segunda residencia en Las Vegas, en el show Celine en el Coliseo del Caesars Palace. La canción también fue interpretada en su gira europea de 2017 y en su gira de 2018. «That's the Way It Is» fue parte del concierto de Dion en BST Hyde Park en Londres, el 5 de julio de 2019, y también formó parte del repertorio de la gira Courage World Tour en América del Norte.

## Recepción de la crítica
Stephen Thomas Erlewine de AllMusic consideró que la bailable «That's the Way It Is» funciona y la destacó como uno de los puntos fuertes de All the Way... A Decade of Song. Otro editor, Jose F. Promis, al reseñar el CD maxisencillo de Estados Unidos/Corea del Sur, le dio 3 de 5 estrellas. Describió la canción como un «alegre pop», la versión del álbum como un «éxito definitivo», y el «Metro Club Remix» como una versión «animada y bailable» de la canción.
Michael Paoletta de Billboard también la destacó en el álbum y la describió como un «bienvenido tema uptempo». Otro editor, Chuck Taylor, elogió «That's the Way It Is», escribiendo que Dion finalmente «sube el tempo con el irresistible» primer sencillo. Según Taylor, esta nueva canción, una alegre oda a mantener la fe mientras se permite que el amor siga su curso, une a Dion con un nuevo equipo de colaboradores, productores de éxitos: Max Martin, Kristian Lundin y Andreas Carlsson. «Repleta de un festivo mandolín y un ritmo moderado que lleva su ya espléndida voz a nuevas alturas», esta canción está «destinada a cautivar» las estaciones de pop y AC desde la primera escucha, despojando finalmente a las radios comerciales de la queja de que Dion es «demasiado adulta». Taylor añadió que la canción, juvenil pero elegante, y llena de calidez, también representa un audaz paso adelante para Martin, conocido por su trabajo con jóvenes artistas de gran éxito. En resumen, «That's the Way It Is» es «uno de los lanzamientos más atractivos para la radio» de «una de las voces más importantes de la década».
El sitio Can't Stop the Pop señaló que la canción «no suena como si intentara ser Britney Spears; suena como la evolución auténtica de una superestrella: esta es, de principio a fin, una canción de Céline Dion, y es difícil imaginarla siendo interpretada por alguien más».

## Posicionamiento en listas

### Rendimiento semanal
| Listas (1999–2000)                       | Mejor posición |
| ---------------------------------------- | -------------- |
| Australia (ARIA)                         | 14             |
| Austria (Ö3 Austria Top 40)              | 8              |
| Bélgica (Flandes) (Ultratop 50)          | 17             |
| Bélgica (Valonia) (Ultratop 50)          | 7              |
| Canadá (RPM Top Singles)                 | 5              |
| Canadá (Canadian Singles Chart)          | 13             |
| Canadá (BDS Contemporary Hit Radio)      | 4              |
| República Checa (Rádio Top 50)           | 1              |
| Finlandia (OFC)                          | 4              |
| Francia (SNEP)                           | 6              |
| Alemania (Offizielle Deutsche Charts)    | 8              |
| Grecia (IFPI)                            | 4              |
| Hungría (Single Top 40)                  | 3              |
| Hungría (Rádiós Top 40)                  | 2              |
| Islandia (Íslenski Listinn Topp 40)      | 12             |
| Irlanda (IRMA)                           | 12             |
| Italia (FIMI)                            | 3              |
| Países Bajos (Dutch Top 40)              | 7              |
| Países Bajos (Mega Single Top 100)       | 7              |
| Nueva Zelanda (Recorded Music NZ)        | 7              |
| Noruega (VG-lista)                       | 3              |
| Polonia (ZPAV Airplay)                   | 4              |
| Quebec (ADISQ)                           | 1              |
| Escandinavia (Music & Media)             | 1              |
| Escocia (Scottish Singles Sales Chart)   | 12             |
| España (Top 100 Canciones)               | 8              |
| Suecia (Sverigetopplistan)               | 2              |
| Suiza (Schweizer Hitparade)              | 5              |
| Reino Unido (UK Singles Chart)           | 12             |
| Estados Unidos (Billboard Hot 100)       | 6              |
| Estados Unidos (Adult Contemporary)      | 1              |
| Estados Unidos (Adult Top 40)            | 5              |
| Estados Unidos (Dance Singles Sales)     | 7              |
| Estados Unidos (Latin Pop Airplay)       | 19             |
| Estados Unidos (Mainstream Top 40)       | 3              |
| Estados Unidos (Rhythmic)                | 40             |
| Estados Unidos Top 40 Tracks (Billboard) | 3              |
| Estados Unidos (Tropical Airplay)        | 17             |